# زيتتي
زيتتي (بالبرتغالية:Armelino Donizetti Quagliato)  أرميلانو دوني زيتتي كواج لياتو، ولد في 10 يناير 1965 في كابي فايرا، البرازيل، هو لاعب كرة قدم برازيلي سابق، شارك مع منتخب بلاده في 1994 .

## روابط خارجية
- زيتتي على موقع الاتحاد الدولي (مؤرشف)  (الإنجليزية)
- زيتتي على موقع الاتحاد الأوربي (الإنجليزية)
- زيتتي على موقع قاعدة بيانات كرة القدم.إي يو (الإنجليزية)
- زيتتي على موقع ناشيونال فوتبول تيمز (الإنجليزية)
- زيتتي على موقع عالم كرة القدم.نت (الإنجليزية)